# 青浦任屯血防陈列馆
31°02′52.7″N 120°58′08.5″E / 31.047972°N 120.969028°E
青浦任屯血防陈列馆地处中國上海市青浦区金泽镇西岑任屯村111号，建于1973年，用以展示馆青浦人民消灭钉螺、送走瘟神的成果，是中國國內唯一保存的血吸虫病防治陈列馆、上海市愛國主義教育基地之一。

## 场馆介绍
青浦任屯血防陈列馆占地约2000平方米，展厅800平方米。在1973年建立后，于1978年进行了改建，在1985年扩建，在2001年扩建。博物馆前树有石碑，上有毛泽东《送瘟神》诗句。陈列馆中有5个展馆，主题分别为“瘟神肆虐 万户萧疏”、“亲切关怀 综合防治”、“加强科研 指导防治”、“继续奋斗 巩固监测”、“送走瘟神 造福人民”。
陈列馆内馆内展出的照片和图表等150件，实物115件、另有雕塑和模型，在1973年建馆后至2001年前共接待过15万人次参观，2001年后，每年也有数以千计的参观者。

## 参观信息
- 开放时间：8:00-16:00，全年开放，包括节假日和双休日。
- 公共交通：从青浦汽车站出发，转青金线到金泽镇，转金泽5路到任屯村。